# Johan Capiot
Pour les articles homonymes, voir Capiot.
Johan Capiot est un coureur cycliste belge, né le 12 avril 1964 à Rijkhoven.

## Biographie
Professionnel de 1986 à 2000, il remporta notamment Paris-Tours et deux fois le Het Volk.
Durant le Tour de France 1998 il devait être entendu par les tribunaux  dans l'affaire de dopage à l'EPO dans l'équipe TVM. Il n'a pas pu être interrogé car il a subi une agression et a dû être emmené à l'hôpital.
Après avoir été dans les pelotons, il fut successivement directeur sportif de l’équipe Farm Frites en 2000, Bankgiroloterij-Batavus entre 2001 et 2003, puis de  Chocolat Jacques–Nixdor en 2004.

## Palmarès

### Palmarès amateur
- 1982
  - Trophée des Flandres
- 1983
  - 2ea étape de la Ster van Zuid-Limburg
- 1984 
  -  Champion de Belgique sur route amateurs
  - 1re et 3e étapes du Tour du Chili
  - 2ea étape du Circuit franco-belge
- 1985 
  - 3eb (contre-la-montre) et 5e étapes du Tour du Limbourg amateurs

### Palmarès professionnel
| - 1986 - 3e étape du Tour du Danemark - Grand Prix Briek Schotte - 2e du Grand Prix de Denain - 2e du Grand Prix Jef Scherens - 3e de la Coupe Sels - 3e de Paris-Bruxelles - 3e du Omloop van de Westkust - 3e du Circuit des frontières - 1987 - Veenendaal-Veenendaal - 1re étape du Tour de l'Oise - 2e de Bruxelles-Ingooigem - 1988 - Flèche brabançonne - 1re et 5e étapes du Tour de Luxembourg - 5e étape du Tour de Belgique - Flèche de Niel - 3e du Circuit du Tournaisis - 1989 - Flèche brabançonne - Grand Prix de la Libération (avec l'équipe TVM) - 3e du Omloop van de Westkust - 1990 - Het Volk - 2e de la Flèche brabançonne - 3e du Grand Prix de Hannut - 3e du Tour de Zélande centrale - 1991 - Paris-Tours - 8e étape des Quatre Jours de Dunkerque - 2e de la Nokere Koerse - 2e du Grand Prix Raymond Impanis - 2e du Tour de la Haute-Sambre - 2e du Tour de Cologne - 3e du Grand Prix de l'Escaut - 1992 - Het Volk - Le Samyn - Flèche brabançonne - Nokere Koerse - Tour de Zélande centrale - 2e étape du Tour de l'Oise - 2e de Gand-Wevelgem - 2e du championnat de Belgique sur route - 3e de Paris-Roubaix | - 1993 - Flèche de Liedekerke - 3e étape du Tour de l'Oise - 3ea étape du Tour de Luxembourg - 2e du Grand Prix de Denain - 3e du Samyn - 6e de Gand-Wevelgem - 10e du Tour des Flandres - 1994 - Clásica de Almería - Le Samyn - 2e de Kuurne-Bruxelles-Kuurne - 3e du Tour de Zélande centrale - 5e du Tour des Flandres - 6e de Paris-Roubaix - 1995 - Le Samyn - 3e du Coca-Cola Trophy - 5e de Paris-Roubaix - 5e de Paris-Tours - 1996 - À travers le Morbihan - Hasselt-Spa-Hasselt - Tour de la Haute-Sambre - CoreStates Classic - Circuit du Houtland - 2e de Zellik-Galmaarden - 3e du Tour de Cologne - 3e du Tour de Zélande centrale - 3e de Veenendaal-Veenendaal - 8e de Gand-Wevelgem - 1997 - 3e de Gand-Wevelgem - 3e du Het Volk - 1998 - 4eb étape du Tour de Murcie - 2e d'À travers la Belgique |  |

## Résultats sur les grands tours

### Tour de France
6 participations
- 1987 : abandon (11e étape)
- 1989 : hors délai (2e étape)
- 1990 : abandon (9e étape)
- 1992 : abandon (11e étape)
- 1993 : abandon (11e étape)
- 1994 : non-partant (15e étape)

### Tour d'Italie
3 participations
- 1987 : 131e
- 1991 : abandon
- 1995 : abandon